# 渡海昇二
渡海 昇二（とかい しょうじ、1938年5月3日 - 2016年6月30日）は、兵庫県出身のプロ野球選手（外野手）。右投右打。

## 来歴・人物
芦屋高では、1956年に中堅手として春の選抜に出場する。準決勝まで進むが中京商業高の安井勝に抑えられ完封を喫する。なお、中京商業高は同大会で優勝した。高校時代の、1学年下のチームメートに左翼手の寺本勇がいた。
高校卒業後は、慶應大学に進学する。東京六大学野球リーグで優勝はできなかったが、主将として1960年秋季リーグの早慶六連戦で活躍。2年生捕手の大橋勲とともに打線の中軸を担い、同季のベストナイン（外野手）にも選出される。リーグ通算81試合出場、290打数76安打、2本塁打、31打点、打率.262、ベストナイン（外野手）2回。1959年の第3回アジア野球選手権大会日本代表に選出され、日本の優勝に貢献している。大学同期に一塁手の村木博、二塁手の近藤良輔（日本通運 - 慶大監督）らがいた。
1961年に読売ジャイアンツに入団。1年目から一軍に定着して外野手の準レギュラーとして23試合に先発出場し、同年のリーグ優勝に貢献。南海ホークスとの日本シリーズ第1戦では六番打者・左翼手に起用されるが無安打に終わった。1963年は開幕直後から一番打者に抜擢されるが、打撃の調子が上がらず打率1割台に終わり、同年オフに自由契約となる。1964年に東映フライヤーズに移籍。ここでも4月には一番打者・中堅手として起用されるが結果を残せず、同年限りで引退した。
引退後は1年だけニッポン放送・文化放送解説者（1965年）を務めた。2016年6月30日に肺炎のため死去。満78歳没。

## 詳細情報

### 年度別打撃成績
| 年 度    | 球 団    | 試 合 | 打 席 | 打 数 | 得 点 | 安 打 | 二 塁 打 | 三 塁 打 | 本 塁 打 | 塁 打 | 打 点 | 盗 塁 | 盗 塁 死 | 犠 打 | 犠 飛 | 四 球 | 敬 遠 | 死 球 | 三 振 | 併 殺 打 | 打 率 | 出 塁 率 | 長 打 率 | O P S |
| -------- | -------- | ----- | ----- | ----- | ----- | ----- | -------- | -------- | -------- | ----- | ----- | ----- | -------- | ----- | ----- | ----- | ----- | ----- | ----- | -------- | ----- | -------- | -------- | ----- |
| 1961     | 巨人     | 76    | 142   | 123   | 17    | 26    | 2        | 0        | 4        | 40    | 9     | 3     | 2        | 2     | 0     | 17    | 0     | 0     | 23    | 1        | .211  | .307     | .325     | .632  |
| 1962     | 巨人     | 62    | 99    | 92    | 9     | 20    | 2        | 0        | 0        | 22    | 8     | 3     | 2        | 3     | 1     | 3     | 0     | 0     | 22    | 1        | .217  | .240     | .239     | .479  |
| 1963     | 巨人     | 89    | 173   | 153   | 27    | 30    | 4        | 2        | 3        | 47    | 15    | 7     | 2        | 1     | 2     | 17    | 0     | 0     | 39    | 3        | .196  | .273     | .307     | .580  |
| 1964     | 東映     | 66    | 130   | 116   | 10    | 22    | 2        | 0        | 1        | 27    | 8     | 4     | 5        | 2     | 1     | 11    | 0     | 0     | 19    | 2        | .190  | .258     | .233     | .491  |
| 通算:4年 | 通算:4年 | 293   | 544   | 484   | 63    | 98    | 10       | 2        | 8        | 136   | 40    | 17    | 11       | 8     | 4     | 48    | 0     | 0     | 103   | 7        | .202  | .272     | .281     | .553  |

### 背番号
- 5 （1961年 - 1962年）
- 50 （1963年）
- 51 （1964年）